# Claude Théodore Decaen
Claude Théodore Decaen, född 1811, död 17 augusti 1870, var en fransk greve och militär. Han var son till Charles Matthieu Isidore Decaen.
Decaen deltog som underlöjtnant i fälttåget i Algeriet 1830-31, som överste i Krimkriget 1855 och som divisionsgeneral i 1859 års krig, där han utmärkte sig i slaget vid Solferino. Vid krigsutbrottet 1870 erhöll Decaen befälet över 4:e infanterifördelningen och, då François Achille Bazaine övertagit befälet över Rhenarmén, över 3:e armékåren. I slaget vid Coombey-Nolilly 14 augusti samma år sårades han dödligt och avled 17 augusti i Metz.